# Ischyropsalis helwigii
Ischyropsalis helwigii is een hooiwagen uit de familie Ischyropsalididae.